# NGC 5380
NGC 5380 este o galaxie lenticulară situată în constelația Câinii de Vânătoare. A fost descoperită în 16 mai 1787 de către William Herschel. Se află la o distanță de 46,1 de megaparseci de Pământ.